# Screven
Screven es una ciudad ubicada en el condado de Wayne en el estado estadounidense de Georgia. En el año 2000 tenía una población de 702 habitantes.

## Geografía
Screven se encuentra ubicada en las coordenadas 31°29′6″N 82°0′59″O / 31.48500, -82.01639 (31.485008, -82.016305).
Según la Oficina del Censo, la localidad tiene un área total de 5,6 km² (2,2 mi²), de la cual 5,6 km² (2,2 mi²) es tierra y 0 km² (0 mi²) (0.00%) es agua.

## Demografía
Según la Oficina del Censo en 2000 los ingresos medios por hogar en la localidad eran de $25,714, y los ingresos medios por familia eran $31,250. Los hombres tenían unos ingresos medios de $29,750 frente a los $20,536 para las mujeres. La renta per cápita para la localidad era de $18,308. 